# Grosses Devises
Les Grosses Devises sont des menhirs situés sur la limite communale entre Thaon et Colomby-sur-Thaon, en France, dans le département du Calvados.

## Description
En 1912, le Dr Raoul Doranlo, membre de la Société préhistorique française signale pour la première fois une Pierre à légendes sur la commune de Thaon, la Pierre Tourniresse, ainsi que quatre autres pierres à proximité appelées par les paysans : les Grosses Devises. Plusieurs lames de silex taillé, des racloirs et des grattoirs ont été découverts aux alentours. Ces pierres ont bien été identifiées comme des menhirs authentiques.

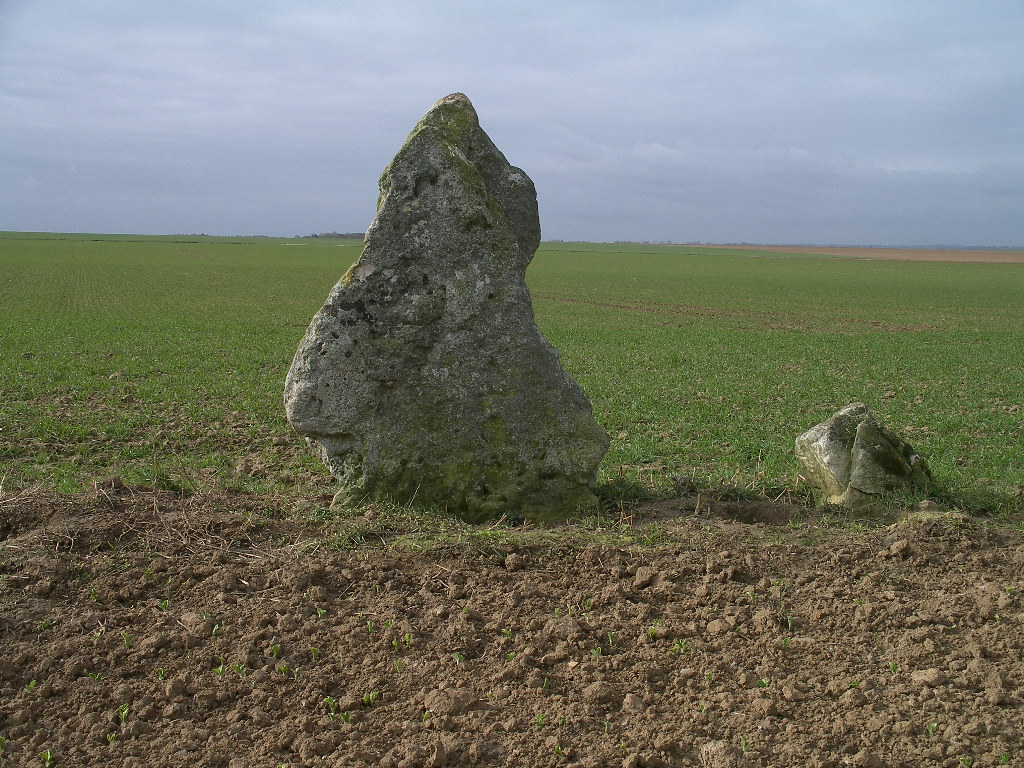
La Grosse Devise

La Pierre Tourniresse qui, d'après la légende, pivotait sur elle-même, a désormais disparu. Par contre, il demeure deux pierres dressées au milieu des champs cultivés, exactement sur la limite entre les communes de Thaon et de Colomby-sur-Thaon facilement reconnaissables. La première de ces pierres, la plus à l'est, a une forme de colonne incurvée, elle mesure 1,30 m de hauteur, 0,65 m de largeur à la base pour une épaisseur de 0,40 m. La seconde, située à 800 m vers le nord-ouest, a une forme de triangle et mesure environ 1,50 m de hauteur avec une largeur maximale de 0,85 m et 0,30 m d'épaisseur. Elles sont en calcaire et comportent toutes les deux de nombreuses cupules. Elles sont situées de part et d'autre de l'ancien chemin des pèlerins qui allait de Cairon à Douvres-la-Délivrande.
Le terme devise vient du latin divisio et désigne une borne en pierre en limite de propriété. Le Dr Doranlo fit remarquer que les monuments mégalithiques de la plaine de Caen affectent le plus souvent des dimensions très réduites. Beaucoup ont été morcelées par les cultivateurs pour en faire des devises, parfois elles ont été enfouies, brisées, renversées ou enlevées.
Les Grosses Devises se trouvent à moins de 3 km exactement entre le menhir de la Demoiselle de Bracqueville et la Pierre Tourneresse à Cairon.